# Сітка висаджувальних свердловин
Сітка висаджувальних свердловин (рос. сетка скважин, англ. well pattern, well system; mining holes net, нім. Lochnetz n, Sondennetz n, Bohrlochnetz n) — розташування свердловин в плані при багаторядному висадженні, що характеризується розмірами сторін сітки (відстані між свердловинами в ряді і відстані між рядами свердловин) та їх добутком, тобто площею сітки свердловин.

## Опис
Розрізняють сітки свердловин: квадратні, прямокутні, трикутні.
При розробці схем уповільнення будь-яка сітка може бути використана для досягнення детонації зарядів кожного ряду в шахматному порядку відносно зарядів попереднього ряду.
Відстань між одночасно детонуючими зарядами може суттєво відрізнятися від відстані між свердловинами в сітці якщо заряди включаються в одне уповільнення, яке об'єднує заряди по діагоналі одного квадрата або по загальній діагоналі двох або трьох суміжних квадратів.